# Le Petit Conservatoire de la chanson
Le Petit Conservatoire de la chanson, parfois Petit Conservatoire de Mireille, est une émission de radio puis de télévision de variétés française créée et présentée sous la forme d'un cours de chant donné par Mireille, et diffusée de 1955 à 1974.

## Historique
Sacha Guitry lance l'idée dans les pages de L'Officiel des spectacles du 2 mars 1954 d'un cours destiné aux chanteurs de variétés qui ne disposent pas d'un enseignement spécifique au Conservatoire de Paris. Il propose de confier cet enseignement à Mireille, qui suggère de le diffuser sur les ondes de la radio nationale. Paul Gilson, directeur des services artistiques de la Radiodiffusion française, et Jean Tardieu, responsable du Club d'essai, décident de tenter l'aventure et un an plus tard, le 18 mars 1955, la première émission est enregistrée dans les studios de la rue de l'Université avec un premier élève qui a pour nom Ricet Barrier. Elle est suivie de séances hebdomadaires d'une demi-heure diffusées jusqu'en 1960 tous les dimanches après-midi de 18 h à 18 h 30 sur les ondes de France IV. Réalisée par Georges Godebert et « consacrée au perfectionnement des jeunes artistes et chanteurs de variété », elle est présentée par le Centre d'études de Radio-télévision sous le titre Cherchons ensemble ou Le Petit Conservatoire de la chanson. Elle a pour parrain Jean Cocteau qui dessine le logo et pour indicatif une version instrumentale de la chanson de Mireille Couchés dans le foin. Le piano est tenu par Yvon Alain.
Du mercredi 15 juin 1960 au samedi 7 septembre 1974, l'émission est diffusée par la télévision française sur la première chaîne de la RTF puis de l'ORTF. Elle est enregistrée au Studio 106 de la Maison de la Radio. Sous-titrée En attendant leur carrosse (d'après Il attendait son carrosse, autre chanson de Mireille), elle est produite par Jacqueline Joubert et réalisée par François Gir puis par Abder Isker, avec Henri Pélissier au piano. Après la réforme de l'ORTF, Mireille poursuit son activité d'enseignement à titre privé  dans d'autres lieux et doit alors faire payer les cours qui étaient gratuits jusque-là,. 
Le film documentaire La voix de Mireille, écrit et réalisé en 2014 par Patrick Rebeaud, relate la vie de Mireille et l'histoire du Petit Conservatoire de la chanson, avec des extraits de l'émission, et les témoignages de Jacques Chancel, Jean-Jacques Debout, Marcel Amont, Claude Lemesle, des élèves et des proches de Mireille.

## Principe de l'émission
Le Conservatoire de Paris étant destiné à l'enseignement de la musique savante dite classique, il n'existe aucun lieu pour l'apprentissage des métiers de la chanson, du métier d'auteur-compositeur-interprète dans le domaine des variétés. Les jeunes artistes sont confrontés sans préparation à la scène, lorsqu'ils arrivent jusque-là. Sacha Guitry se désole que personne n'ait songé à « enseigner le chant à tant de malheureux, à tant de malheureuses, qui piaillent vainement, qui hurlent sans raison ou qui bêtifient ». Forte de son talent et de ses vingt ans de carrière, Mireille sait comment « leur être utile : écouter, regarder, veiller, éviter que la stagnation ne soit trop longue, détecter plus vite, plus tôt le talent latent ». 
La classe est gratuite, accessible « aux jeunes auteurs, compositeurs et interprètes professionnels de la chanson désireux de participer aux séances de travail du Petit Conservatoire » en écrivant simplement à l'émission. Une vingtaine de candidats sont auditionnés chaque semaine qui présentent une chanson de leur choix, de leur cru ou d'un auteur de prédilection. Quatre ou cinq sont retenus pour l'émission. Mireille les présente tour à tour, individuellement, dans un entretien de quelques phrases, les fait parler de leur chanson, de leur style, de leurs projets, de leurs progrès et écoute attentivement leur prestation. Le répertoire et la forme varient du lyrique au « yé-yé », du solo au chœur. La chanson, présentée sur la scène du studio et accompagnée à la guitare ou au piano est écoutée respectueusement par les autres élèves installés sur les bancs de la classe. Mireille prodigue des conseils concernant la diction, la présence scénique, le texte, le répertoire choisi mais ne s'attache ni à la théorie musicale ni à la technique. La transition entre deux élèves est ponctuée par les arpèges du pianiste. La séance se déroule dans une atmosphère de rigueur mêlée de tendresse, de décontraction polie. Mireille appelle ses élèves « mes enfants », ils lui répondent invariablement « oui madame ».